# بئر شظي (القطن)

تعديل مصدري - تعديل

بئر شظي هي إحدى قرى عزلة القطن بمديرية القطن التابعة لمحافظة حضرموت، بلغ تعداد سكانها 41 نسمة حسب تعداد اليمن لعام 2004.